# Buraqueira-de-duas-fieiras
A buraqueira-de-duas-fieiras (Iberesia machadoi) é uma aranha buraqueira da Península Ibérica, da família Nemesiidae.

## Descrição
A buraqueira-de-duas-fieiras é a maior aranha buraqueira de Portugal, medindo entre 17 e 30 mm; as fêmeas, que podem viver várias décadas, são castanhas com poucos pêlos, podendo ter tons amarelados ou avermelhados, com a cabeça mais escura, e com quelíceras fortes e escuras. Os machos têm o corpo coberto de pêlos castanhos-escuros, com quelíceras mais pequenas e pernas maiores.

## Comportamento
A buraqueira-de-duas-fieiras vive em buracos que escava com alguns decímetros de comprimento, cobertos com uma tampa que imita o habitat circundante; a tampa está ligada ao fundo da toca com um fio de seda, permitindo à aranha detetar quando algum animal lhe toca e qual a sua dimensão e localização. Caso algum animal tente entrar na toca, a buraqueira consegue usar a sua força para manter a tampa fechada.
Durante o inverno, a buraqueira-de-duas-fieiras cobre a sua toca com seda isolante para proteger na chuva; durante o verão hibernam, selando a entrada da toca com uma rolha de barro, que as protege tanto de predadores como dos incêndios.
As buraqueiras-de-duas-fieiras acasalam na entrada da toca da fêmea - nem o macho entra na toca desta, nem a fêmea sai. As criar inicialmente vivem na toca da mãe, e quando saiem constroem as suas tocas nas proximidades.

## Taxonomia
A buraqueira-de-duas-fieiras era considerada como sendo a mesma espécie que a Nemesia hispanica. No entanto, a constatação que vários espécimes considerados como N. hispanica não apresentavam fieiras medianas posteriores, levou à sua classificação como sendo a espécie distinta Iberesia machadoi (nomeada em referência ao investigador António de Barros Machado, o primeiro a notar, num artigo de 1944, a redução ou a ausência dessas fieiras em várias aranhas então consideradas como Nemesia), no novo género Iberesia (da qual é a espécie-tipo), onde passaram a ser classificadas as aranhas buraqueiras da Península Ibérica sem fieiras medianas posteriores.